# Alicykliska föreningar
Alicykliska föreningar utgör inom den organiska kemin en underavdelning till de karbocykliska föreningarna. De kännetecknas av att kolatomerna binder varandra i ringar men har ej den karakteristiska grupperingen av dubbelbindningar, som kännetecknar de aromatiska föreningarna och får därigenom andra egenskaper.
De bildar övergångar till de alifatiska föreningarna och till de viktigaste i naturen förekommande föreningarna kan räknas cykloalkaner (naftener), terpener och olika kamferarter.